# 김용희 (야구인)
김용희(金用熙, 1955년 10월 4일~)는 대한민국의 야구 선수 출신 지도자이다. 선수 시절 포지션은 내야수였으며 현재 KBO 리그 롯데 자이언츠의 2군 감독을 맡고 있다. 1982년부터 1989년까지 KBO 리그의 롯데 자이언츠에서 활동했다.

## 선수 경력

### 롯데 자이언츠
고려대 경희대 한양대의 스카우트 경쟁 이후 고려대학교에 입학했다. 이후 1982년 고려대학교를 졸업하고 롯데 자이언츠의 원년 멤버로 입단하였다. 선수 시절에는 아시아의 3루수로 불리며 1970년대 한국 야구를 대표하는 강타자였다. 그는 1982년 올스타전 3차전에서 만루 홈런을 쳐 내며 올스타전에서 3연타석 홈런을 친 김용철을 제치고 미스터 올스타에 선정됐고, 이 기록은 30년 동안 깨지지 않는 중이다. 1984년 한국시리즈우승에 기여하였다. 고질적인 허리 부상 때문에 선수 생활은 짧았다.

## 지도자 경력
1990년부터 롯데 자이언츠의 타격코치로 활동했다가 1993년 1월부터 10월까지 미국 텍사스 레인저스에서 코치 연수를 받은 뒤 롯데 자이언츠, 삼성 라이온즈의 감독으로 활동했다. 이후 야구 해설위원으로 활동하며 오랜 기간 SBS ESPN의 야구 해설위원으로 활동하다가 2011년 9월에 이만수가 감독 대행을 맡게 되며 공석이 된 SK 와이번스의 2군 감독으로 영입돼 11년 만에 현장으로 복귀했다. 2013년 시즌 후 박경완이 2군 감독으로 선임돼 스카우트 겸 육성 팀장으로 자리를 옮겼다.
2014년 10월 21일에 이만수의 후임으로 SK 와이번스와 2년 계약을 맺고 감독이 됐으나 성적 부진으로 재계약에 실패했다.
그의 후임으로는 트레이 힐만이 선임됐다.

## 출신 학교
- 부산 동광초등학교
- 경남중학교
- 경남고등학교
- 고려대학교 행정학과

## 등번호

### 선수 시절
- '17' - 롯데 자이언츠(1982년~1983년, 1985년~1989년)
- '4' - 롯데 자이언츠(1984년)

### 코치 및 감독 시절
- '90' - 롯데 자이언츠(1994년~1998년)
- '78' - 삼성 라이온즈(1999년~2000년)
- '75' - SK 와이번스(2012년~2013년)
- '88' - SK 와이번스(2015년~2016년)
- '99' - 롯데 자이언츠(2024년~)

## 통산 기록
| 연도 | 팀명  | 타율  | 경기 | 타수 | 득점 | 안타 | 2루타 | 3루타 | 홈런 | 루타 | 타점 | 도루 | 도실 | 볼넷 | 사구 | 삼진 | 병살 | 실책 | 비고                           |
| ---- | ----- | ----- | ---- | ---- | ---- | ---- | ----- | ----- | ---- | ---- | ---- | ---- | ---- | ---- | ---- | ---- | ---- | ---- | ------------------------------ |
| 1982 | 롯데  | 0.284 | 63   | 232  | 33   | 66   | 7     | 0     | 11   | 106  | 38   | 4    | 1    | 25   | 3    | 19   | 12   | 16   | 3루수 골든글러브, 올스타전 MVP |
| 1983 | 롯데  | 0.275 | 85   | 298  | 43   | 82   | 8     | 1     | 18   | 146  | 52   | 5    | 6    | 26   | 3    | 30   | 12   | 11   | 3루수 골든글러브               |
| 1984 | 롯데  | 0.244 | 81   | 311  | 28   | 76   | 13    | 2     | 9    | 120  | 53   | 2    | 1    | 17   | 2    | 38   | 7    | 18   | 올스타전 MVP                   |
| 1985 | 롯데  | 0.277 | 101  | 361  | 49   | 100  | 18    | 2     | 14   | 164  | 47   | 2    | 2    | 37   | 2    | 33   | 3    | 5    | 지명타자 골든글러브            |
| 1986 | 롯데  | 0.293 | 83   | 290  | 29   | 85   | 11    | 3     | 8    | 126  | 37   | 2    | 1    | 26   | 3    | 18   | 6    | 1    |                                |
| 1987 | 롯데  | 0.216 | 38   | 111  | 10   | 24   | 4     | 2     | 1    | 35   | 12   | 0    | 2    | 14   | 2    | 11   | 7    | 0    |                                |
| 1988 | 롯데  | 0.293 | 69   | 164  | 8    | 48   | 7     | 0     | 0    | 55   | 20   | 0    | 0    | 6    | 3    | 11   | 8    | 0    |                                |
| 1989 | 롯데  | 0.063 | 14   | 16   | 1    | 1    | 1     | 0     | 0    | 2    | 1    | 0    | 0    | 0    | 0    | 1    | 1    | 0    |                                |
| 통산 | 8시즌 | 0.270 | 534  | 1783 | 201  | 482  | 69    | 10    | 61   | 754  | 260  | 15   | 13   | 151  | 18   | 161  | 56   | 51   |                                |

## 같이 보기
- 백인천
- 김봉연
- 박철순
- 최동원